# Olof Mellberg
Olof Mellberg (n. 3 septembrie, 1977 în Amnehärad, Gullspång, Suedia) este un fost jucător suedez de fotbal care a evoluat pe postul de fundaș central.

## Primii ani
Olof Mellberg s-a născut în Gullspång, Suedia, pe 3 septembrie 1977. Părinții acestuia sunt Berit și Erik. Mama lui Olof, Berit a fost o profesoară de educație fizică de la care fiul ei a moștenit dragostea pentru sport. În copilărie, lui Olof i-a plăcut foarte mult tenisul și a visat să ajungă la Wimbledon, mai mult decât la Cupa Mondială. Mellberg a jucat foarte mult tenis până la 14 ani, vârsta la care a început să se concentreze mai mult pe fotbal. Când a fost în liceu, Mellberg a decis să renunțe la o carieră în tenis și să se concentreze pe fotbal.

## Cluburi

### Începutul carierei
Mellberg a jucat pentru echipa locală Gullspång înainte de a merge la echipa de prima ligă Degerfors IF. După ce clubul a retrogradat, el s-a alăturat clubului AIK Solna, unde a făcut o impresie foarte bună,  devenind campion al Suediei cu acest club în 1998. Clubul l-a vândut, după doar 10 luni la echipa spaniolă Racing Santander pentru ca promițătorul fundaș suedez să evolueze într-un campionat mai puternic și, deși a avut nevoie de mult timp pentru adaptare în fotbalul spaniol, el a impresionat în primul său sezon. Continuând să joace bine, Mellberg a fost observat de mai multe echipe mari din Spania, inclusiv de Barcelona și Valencia.

### Aston Villa
Cu toate acestea, Aston Villa a reușit să îl transfere și astfel a devenit un jucător vital al echipei. Mellberg nu a fost folosit împotriva echipei Portsmouth, la puțin timp de la venirea sa, dar totuși a devenit în acel sezon căpitan pentru toată perioada în care a jucat la acest club. Mellberg a fost un jucător vital al echipei, care a terminat pe 6 în Premier League și a ajuns în semifinalele Cupei Ligii. Mellberg este cunoscut pentru cuvintele spuse despre rivalul lui Aston Villa, Birmingham City înainte de un meci dintre cele 2 echipe: „Nu m-am gândit niciodată să joc pentru Birmingham City. Aceasta nu este o opțiune, nu îmi place Birmingham City, la toate capitolele”. Mellberg a renunțat la banderola de căpitan după Cupa Mondială din 2006, iar înlocuitorul lui a fost Gareth Barry. În 2007, noul director de la Aston Villa, Martin O'Neill, s-a bazat în continuare pe Mellberg. In prima zi a sezonului 2006-07 din Premier League, Mellberg a devenit primul jucător care înscrie într-un joc oficial pe noul Emirates Stadium, cu Arsenal. În timpul sezonului 2007-08, el a jucat pe poziția de fundas dreapta după achiziționarea lui Zat Knight care a jucat alături de Martin Laursen în centru. 
În ianuarie 2008 Mellberg a semnat un pre-contract cu Juventus. Ultimul joc pentru Aston Villa acasă a fost împotriva lui Wigan Athletic, la 3 mai. În acel meci el a fost desemnat cel mai bun jucător. La ultimul său meci pentru Aston Villa, în deplasare la West Ham United, ca un cadou de plecare, Mellberg a dat la fiecare fan al lui Aston Villa de pe Upton Park, un tricou cu numele și numărul său. De asemenea pe tricouri mai scria Thanks 4 Your Support -4 fiind numărul său de la Aston Villa. El a mai spus că va păstra mereu echipamentul pe care l-a folosit la ultimul său joc pentru Aston Villa. Pentru aceste lucruri Mellberg este foarte respectat de suporterii lui Aston Villa și rămâne unul dintre cei mai mari jucători din istoria clubului.

### Juventus

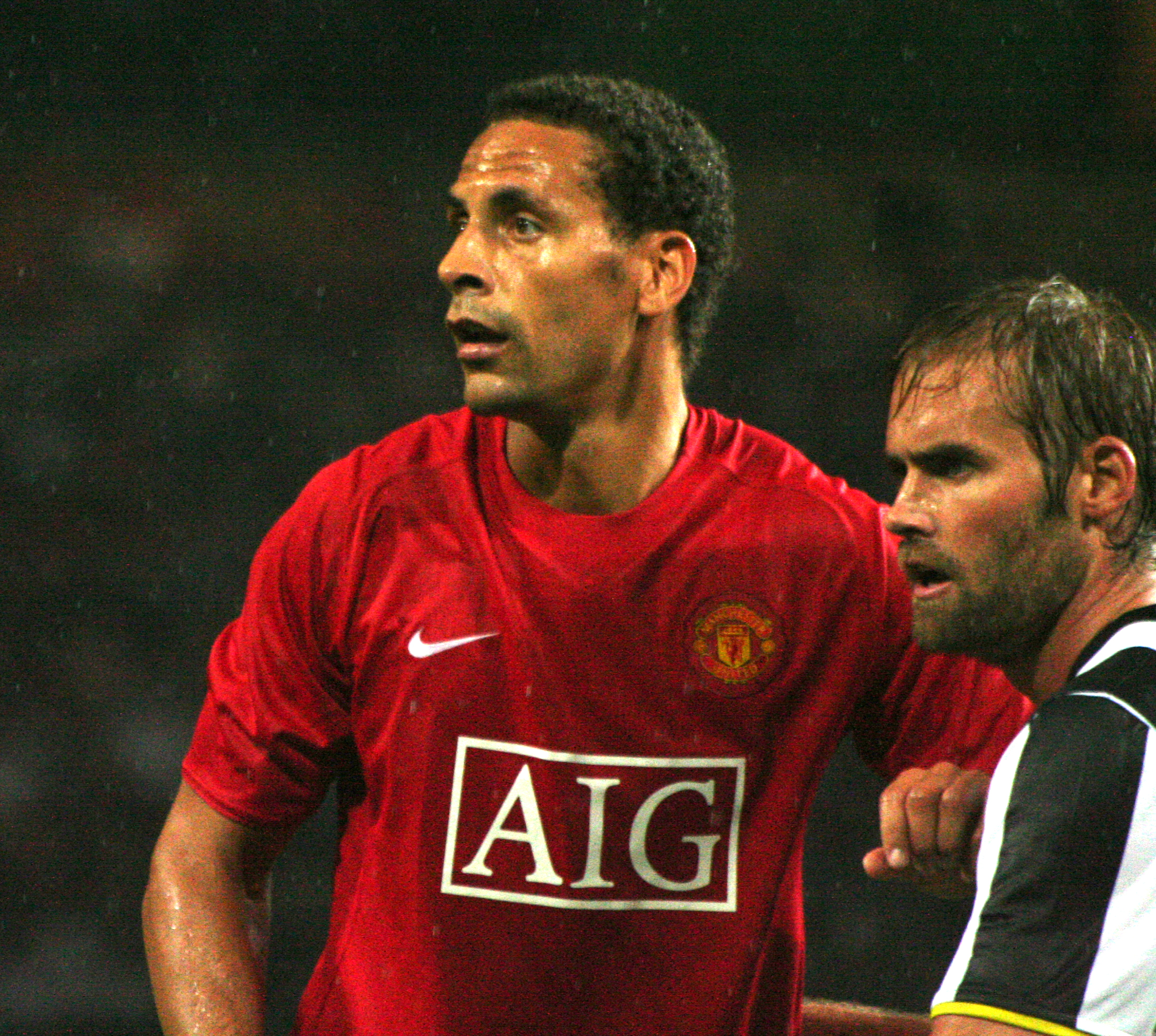
Mellberg, în dreapta, cu Rio Ferdinand într-un meci dintreJuventus și Manchester United

În vara lui 2008 el a semnat un contract pe trei ani cu echipa italiană Juventus. El a debutat la Juventus pe 16 iulie 2008 într-un meci amical contra echipei de Serie B, Piacenza. Juventus a pierdut surprinzător meciul cu 1-0. La data de 18 ianuarie 2009, Mellberg a marcat primul său gol pentru Juventus împotriva lui Lazio, în minutul 30.

### Olympiakos
La data de 23 iunie 2009, Olympiacos a plătit 2,5 milioane de euro lui Juventus pentru a-l achiziționa. Mellberg a semnat un contract pe trei ani cu echipa greacă Olympiacos. În ciuda mai multor schimbări pe banca tehnică, în timpul petrecut acolo, el a fost întotdeauna alegerea principală pe postul de fundaș central și experiența lui s-a dovedit a fi foarte valoroasă pentru Olympiakos. Datorită stilului său profesionalist, el a devenit un mare favorit al fanilor- mai ales atunci când Olympiakos a avut multe jocuri proaste, Mellberg a fost mereu singurul jucător căruia nu i s-au adresat critici - și unul dintre cei mai respectați fotbaliști din Grecia.

### Cariera internațională
Mellberg a fost un jucător al echipei naționale de fotbal a Suediei prezent la FIFA World Cup 2002 și la FIFA World Cup 2006, precum și Euro 2000, Euro 2004 și Euro 2008. El a marcat 7 goluri în 107 apariții, până în august 2011.
În timpul unui antrenament al echipei înainte de Cupa Mondială din 2002, Mellberg a avut o dispută cu coechipierul său de la Arsenal, Fredrik Ljungberg, mijlocaș lateral, după o deposedare dură a lui Mellberg. Cei doi au fost repede separați de coechipieri. De atunci, cei doi au fost cunoscuți ca fiind foarte buni prieteni. În 2003, el a fost ales ca cel mai bun jucător suedez al anului, câștigând Guldbollen.

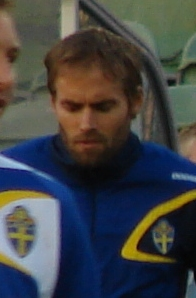
Mellberg antrenându-se cu echipa Suediei

După Cupa Mondială din Germania, Mellberg a renunțat la banderola de căpitan și astfel Ljungberg a devenit căpitanul Suediei.
La 4 septembrie 2006, Mellberg, împreună cu coechipierii Zlatan Ibrahimović și Christian Wilhelmsson, au fost excluși din lotul Suediei pentru meciul de calificare la Campionatul European împotriva Liechtensteinului pe motiv că cu o zi înainte de meci au plecat la 11 pm din cantonamentul echipei fără ca nimeni să știe asta.  Pe 7 octombrie 2006, Mellberg a revenit la echipa Suediei pentru meciul de calificare la Campionatul European împotriva Spaniei, pierdut cu 2-0.
După ce a participat la cinci campionate consecutive, cu echipa națională, nu a existat al șaselea, după ce echipa s-a clasat pe locul al treilea în calificările pentru Cupa Mondială 2010, dar totusi Olof Mellberg a câștigat ceva neașteptat, și anume titlul de golgheter al Suediei în calificări, cu trei goluri (două în meciul în care Suedia a învins cu 4-1 Albania pe Råsunda la data de 14 octombrie 2009).

### Goluri pentru echipa națională
| #  | Data               | Loc                                | Oponent         | Scor | Rezultat | Competiție                    |
| -- | ------------------ | ---------------------------------- | --------------- | ---- | -------- | ----------------------------- |
| 1. | 10 septembrie 2003 | Stadionul Silezian, Chorzów        | Polonia         | 0–2  | 0–2      | Calificările pentru Euro 2004 |
| 2. | 3 septembrie 2005  | Stadionul Råsunda, Solna           | Bulgaria        | 2–0  | 3–0      | Calificările pentru CM 2006   |
| 3. | 6 iunie 2007       | Stadionul Råsunda, Solna           | Islanda         | 3–0  | 5–0      | Calificările pentru Euro 2008 |
| 4. | 17 octombrie 2007  | Stadionul Råsunda, Solna           | Irlanda de Nord | 1–0  | 1–1      | Calificările pentru Euro 2008 |
| 5. | 5 septembrie 2009  | Stadionul Ferenc Puskás, Budapesta | Ungaria         | 0–1  | 1–2      | Calificările pentru CM 2010   |
| 6. | 14 octombrie 2009  | Stadionul Råsunda, Solna           | Albania         | 1–0  | 4–1      | Calificările pentru CM 2010   |
| 7. | 14 octombrie 2009  | Stadionul Råsunda, Solna           | Albania         | 3–0  | 4–1      | Calificările pentru CM 2010   |
| 8. | 15 iunie 2012      | Stadionul Olimpic din Kiev, Kiev   | Anglia          | 2–1  | 2–3      | Euro 2012                     |

## Premii

### AIK
- Allsvenskan: 1998

### Aston Villa
- Cupa UEFA Intertoto : 2001

### Juventus
- Serie A 2008-09

### Olympiacos F.C.
- Superleague:  2010-2011

### Individual
- Guldbollen: 2003
- UEFA Euro All-Star Team: 2004